# رونالد سيم
رونالد سيم (بالإنجليزية: Ronald Syme)‏ (و. 1903 – 1989 م) هو مؤرخ، وأستاذ جامعي، وباحث في تاريخ العصور الكلاسيكية، ومترجم من المملكة المتحدة، ونيوزيلندا، كان عضوًا في الأكاديمية البافارية للعلوم والعلوم الإنسانية، والأكاديمية الأمريكية للفنون والعلوم، والأكاديمية البريطانية، وأكاديمية النقوش والرسائل الجميلة، توفي في أكسفورد، عن عمر يناهز 86 عاماً.

## التعليم
تعلم في جامعة أوكلاند، وتعلم في كلية أوريل بجامعة أكسفورد، وتعلم في جامعة فيكتوريا
.

## جوائز وترشيحات
حصل على جوائز منها:
- ميدالية كنيون  [لغات أخرى]‏ (1975)
- وسام الاستحقاق للفنون والعلوم
- الدكتوراه الفخرية من جامعة غراتس
- نيشان الاستحقاق
- النيشان البافاري الماكسيميلياني للعلوم والفن
- زميل الأكاديمية البريطانية

ترشح لـ:
جائزة نوبل في الأدب (1962).